# Szentlélek alászállása templom (Nagyosztró)
A nagyosztrói Szentlélek alászállása templom műemlékké nyilvánított épület Romániában, Hunyad megyében. A romániai műemlékek jegyzékében a  HD-II-a-A-03400 sorszámon szerepel.